# مولود السريري
أبوالطيب مولود بن الحسن السريري السوسي هو فقيه وشاعر وعالم أصولي مغربي أمازيغي.
وهو واحد من علماء المغرب البعيدين عن الأضواء، كان متمرسًا في جملة من العلوم سيما أصول الفقه، كما لديه اطلاع كبير بالفلسفة، وله مؤلفات أصولية وفقهية عديدة منها “تجديد علم أصول الفقه” و”معجم الأصوليين”.

## مولده وحياته العلمية
ولد أبوالطيب في الثاني عشر من شهر ربيع الأول سنة 1383 هـ الموافق لـ 3 غشت 1963 في أسرة علمية ودينية بإقليم “شتوكة، أيت باها”. والتحق بمدرسة “تعلات” وذلك زمن تدريس والده بها، وعلى يديه أتم حفظ القرآن الكريم صغيرا وجمع مبادئ العلوم الشرعية والأدبية واللغوية وعمره لم يتجاوز السادسة عشرة.
أثناء اشتغاله بالتعلم كان يُقدم دروسا لزملائه الطلبة، ولما عاد إلى سوس اشتغل إماما بمسجد “تا مضلوشت” بقبيلة “أيت يحيى” الصوابي، ليلتحق بعدها بالمدرسة العلمية العتيقة بتنكرت مدرسا وقيما عليها سنة 1994.